# Yuin
Die Yuin sind ein Stamm der Aborigines an der Südküste von New South Wales.
Dieser Stamm teilt sich in zwei Gruppen auf, in  die Walbanga, die nördlich von Narooma und in die Dyiringanj (oder Djiringanj), die von Narooma südlich bis Bega und westlich davon bis zu den Höhen der Great Dividing Range, die die Grenze bilden, leben.
Das Land der Yuins reichte vom Cape Howe bis zum Shoalhaven River und ins Inland bis zum Great Dividing Range.

## Geschichte
Die Anzahl der Yuin betrug 1788 etwa über 11.000 Personen, die sich bis in die Mitte des 19. Jahrhunderts wegen Pocken-Epidemien von 1789 und 1830 auf 600 reduzierte, wie auch durch Stammeskriege und durch Krankheiten, die die europäischen Walfänger mit sich brachten und gegen die die Aborigines keine Abwehrkräfte hatten.

## Land
Das Eurobodalla Shire Council unterzeichnete im Jahre 1998 eine lokale Vereinbarung der Yuin über die Nutzungsrechte am Land; und 2001 wurde ein Memorandum von Bega, Eden, Merrimans Local Aboriginal Land Councils und den Haltern der Native Titles sowie von dem Bega Valley Shire Council unterzeichnet.
Am 6. Mai 2006 wurde den Yuin der vollständige Rechtstitel des Gulaga und Biamanga National Parks durch die Regierung von New South Wales rückübereignet. Dieses Landrecht im Gulaga National Park wird in einem Trust durch die Merrimans and Wagonga Local Aboriginal Lands Councils und das von Biamanga wird von dem Trust by Merrimans and Bega Local Aboriginal Lands Councils gehalten.

## Bedeutende Orte

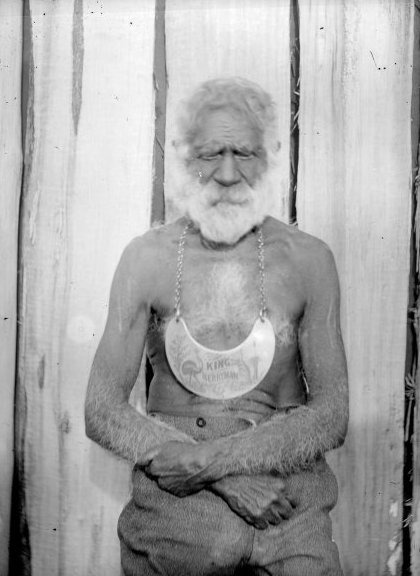
King Merriman bzw. Umbarra, mit einer King plate Fotografie um 1900

Die Yuin betrachten sich als die traditionellen Eigentümer des Wallaga-Lake-Landes. Sie organisieren das Umbarra Cultural Centre nahe diesem See. Der frühere Wallaga Lake National Park ist im Gulaga-Nationalpark aufgegangen.
Merriman Island im Wallaga Lake gilt für die Yuin als heiliger Platz und am 25. November 1977 wurde es der erste Platz in New South Wales, der zum Kulturerbe der Aborigines erklärt wurde. Die Insel gehört zum New South Wales National Park and Wildlife Service. Die Insel ist nach King Merriman benannt, dem Führer der Yuin, der 1904 starb. Sein Name war Umbarra, und der seiner Frau war Queen Narelle.
In diesem Gebiet befinden sich für die Yuins zwei geheiligte Berge, der Mumballa und der 806 Meter hohe Mount Gulaga. Der Mumballa bulla Mountain liegt in der Mitte Bega Valley Shire und wurde im November 1973 nach Jack Mumballa benannt, der ein Elder (Stammesältester) der Yuin war. Der Mumbulla Mountain ist der bedeutendste und zentral gelegene Ort im Biamanga-Nationalpark für Zeremonien. Bestimmte Gebiete des Parks können für Zeremonien sowohl von Männern als auch von Frauen der Aborigines genutzt werden.
Der Mount Dromedary, heutzutage Mount Gulaga genannt, liegt im Gulaga-Nationalpark und wird von den Yuin als der Ahnenplatz ihrer Schöpfer betrachtet. Gulaga symbolisiert die Mutterfigur und liefert die Basis der spirituellen Identität der Frauen und Männer der Yuin.
Montague Island ist den Yuin als Barranguba bekannt. Barranguba hatte Söhne, Gulaga und Najanuga; Barranguba war der älteste Sohn, und ihm war erlaubt, auf See zu gehen, während Najanuga stets bei seiner Mutter bleiben musste.

## Namen und Sprache
Die Yuin sind auch bekannt als Yuwin, Djiringanj, Dyirringan, Jeringin or Juwin.
Die Yuin gehören zur Sprachfamilie der Pama-Nyungan. Sie haben mehrere Dialekte, den Djiringanj, Thaua, Walbanga, oder Wandandian.